# Taking Tiger Mountain (By Strategy)
Taking Tiger Mountain (By Strategy) è il secondo album solista dell'artista britannico Brian Eno, che ne fu anche produttore. Fu pubblicato dalla Island Records (ILPS 9309) nel novembre 1974. Vi collaborarono Robert Wyatt alle percussioni e Phil Manzanera alle chitarre.
La musica è più sottile e cerebrale del precedente Here Come the Warm Jets, le cui atmosfere pop sono qui smorzate, e lascia intravedere la svolta ambient dell'artista, che sarà più corposa nel successivo Another Green World.
Nella realizzazione dell'album i musicisti si aiutarono con l'utilizzo delle Strategie Oblique, un mazzo di 100 carte ideate da Eno assieme all'artista anglo-tedesco Peter Schmidt. Ognuna di queste carte, la cui prima pubblicazione avvenne nel gennaio del 1975, contiene un aforisma che stimola riflessioni applicabili non soltanto in campo musicale.
L'album non incontrò i favori del pubblico e non entrò nelle classifiche di vendita, ma riscosse ampi consensi della critica specializzata.

## Tracce
Tutti i brani sono di Brian Eno, eccetto dove indicato.
1. Burning Airlines Give You So Much More – 3:18
2. Back in Judy's Jungle – 5:16
3. The Fat Lady of Limbourg – 5:03
4. Mother Whale Eyeless – 5:45
5. The Great Pretender – 5:11
6. Third Uncle – 4:48 (Arrangiata da Brian Turrington)
7. Put a Straw Under Baby – 3:25
8. The True Wheel – 5:11 (Composta assieme a Phil Manzanera)
9. China My China – 4:44
10. Taking Tiger Mountain – 5:32

## Musicisti
- Brian Eno – voce, sintetizzatore, tastiere, chitarra, effetti elettronici
- Phil Manzanera – chitarra
- Brian Turrington – basso
- Freddie Smith – batteria
- Robert Wyatt – percussioni, seconda voce

Ospiti
- Portsmouth Sinfonia – archi in "Put a Straw Under Baby"
- Randi and the Pyramids – coro in "The True Wheel"
- The Simplistics – coro in "Back in Judy's Jungle" e "Taking Tiger Mountain"
- Andy MacKay – ottoni in "The Fat Lady of Limbourg"
- Phil Collins – seconda batteria in "Mother Whale Eyeless"
- Polly Eltes – voce in "Mother Whale Eyeless"